# Brookesia griveaudi
Brookesia griveaudi là một loài thằn lằn trong họ Chamaeleonidae. Loài này được Brygoo, Blanc & Domergue mô tả khoa học đầu tiên năm 1974.